# Marazoleja
Marazoleja település Spanyolországban, Segovia tartományban. Marazoleja Marazuela, Anaya, Juarros de Riomoros, Abades, Marugán és Sangarcía községekkel határos. Lakosainak száma 96 fő (2024).

## Népesség
A település népessége az elmúlt években az alábbi módon változott:
| Lakosok száma | 152  | 132  | 128  | 132  | 123  | 117  | 105  | 101  | 103  | 96   |
|               | 2001 | 2004 | 2007 | 2009 | 2012 | 2014 | 2017 | 2019 | 2022 | 2024 |